# Кондровка
Ко́ндровка (рос. Кондровка, ерз. Кондровка) — село у складі Темниковського району Мордовії, Росія. Входить до складу Бабеєвського сільського поселення.
Населення — 185 осіб (2010; 220 у 2002).
Національний склад (станом на 2002 рік):
- росіяни — 63 %
- мокшани — 34 %